# Stiftung Sicherheit im Skisport

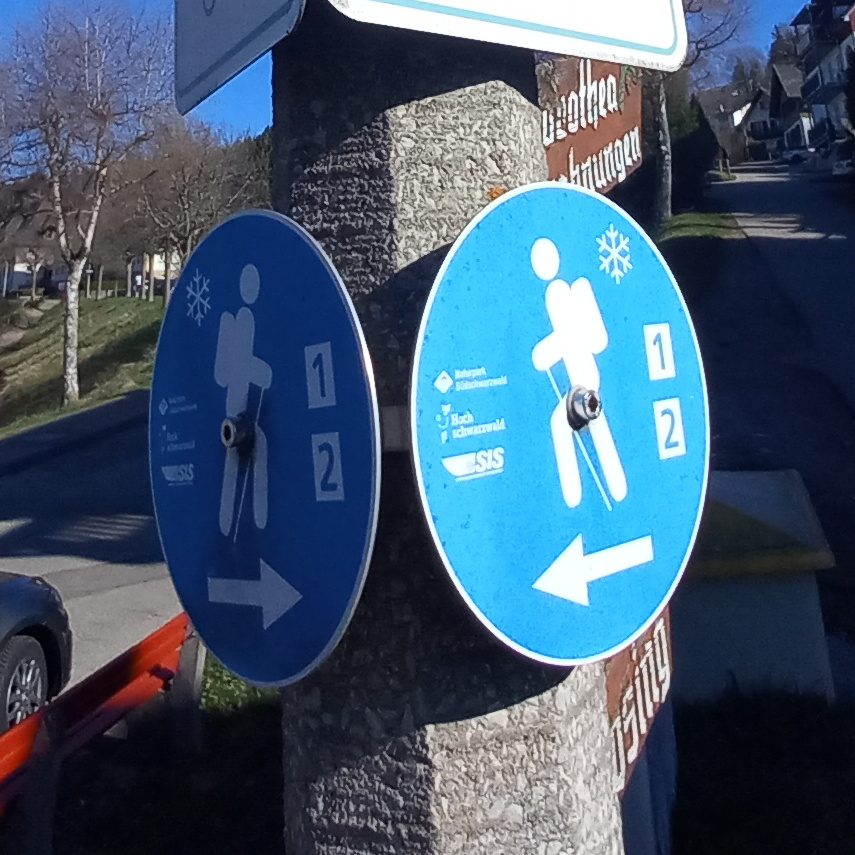
Winterwanderweg in Lenzkirch

Die Stiftung Sicherheit im Skisport (SIS) ist eine rechtsfähige Stiftung des Bürgerlichen Rechts. Errichtet wurde sie am 10. Juli 1975  durch die Freunde des Skisports e. V./DSV aktiv und dem Deutschen Skiverband e.V. Am 22. September 1975 genehmigte das Bayerische Staatsministerium für Unterricht und Kultus die Stiftung, die seitdem als gemeinnützig anerkannt ist.

## Geschichte und Wirken
Ausschlaggebend für die Gründung der SIS war eine hohe Anzahl von Verletzungen bei deutschen Skisportlern in den 60er und 70er-Jahren. Die Ziele der SIS sind daher grundlegend auf Sicherheit und Gesundheit aller Skifahrer in Deutschland ausgerichtet. Daher ist die DSV-Skiwacht nach wie vor ein zentraler Punkt der Aktivitäten der SIS. Eine der wichtigsten Errungenschaften ist die Erstellung der Regeln für das Verhalten von Skisportlern auf Pisten, die auch als „zehn Gebote des Skisports“ bezeichnet werden und später vom Internationalen Skiverband FIS übernommen wurden. Neben der Sicherheit bringt sich die Stiftung auch zu Fragen der Gesundheit und Umwelt in Verbindung mit dem Skisport ein. Dazu werden Forschungsaufträge und Projekte gefördert, die den Themen Skirecht und Umweltvorsorge zuzuordnen sind, aber auch medizinische,  den Skisport betreffende Fragen beleuchten sollen. Aus solchen Forschungen sind einige wesentliche  Arbeitsgrundlagen für den Deutschen Skiverband entstanden, darunter die DSV-Skipläne, der DSV-Umweltplan und der DSV-Gesundheitsplan.
Das Kuratorium der SIS ist besetzt mit  Vertretern aus Politik, Sport und Wirtschaft.

## Aufgaben
- DSV-Skiwacht: Mitwirkung bei der Sicherheitsentwicklung von Skipisten, Einsatz bei der Versorgung und Bergung von Verletzten, Hilfeleistungen, Aufklärung über Natur und Umwelt, Mitwirkung bei der Bekämpfung von Lawinengefahren und der Verbesserung von Suchmethoden, Beratungs-, Präventions- und  Serviceleistungen für Wintersportler. Ca. 270 Mitarbeiter betreuen (Stand 2016) 60 deutsche Skigebiete[1].
- Umwelt und nachhaltige Skisportentwicklung: Modell- und Forschungsprojekte zum Ausgleich der Interessen des Skisports mit den Belangen der Umwelt. Empfehlungen für den Ausbau, die Beschaffenheit, die Pflege und für die Umweltverträglichkeit und Sicherheit von Skipisten, Loipen und Wettkampfstätten. Leitlinien für die Durchführung von Skiwettkämpfen. Umweltmanagement bei Wintersportgroßveranstaltungen wie Nordische Ski-WM 2005, Alpine Ski-WM 2011 und Olympiabewerbung München 2018.
- Kommunikation und Bildung: Vorbeugende Aufklärung über Sicherheit und richtiges Verhalten beim Skisport, Information über Erfordernisse der Sicherheit und Umweltverträglichkeit für die Zielgruppen Schüler, Skischüler, Lehrer, Skilehrer und Trainer sowie Sportindustrie und Sportfachhandel[2][3]
- Gesundheit: Projekte und Initiativen zur Förderung der gesundheitlichen Aspekte des Skisports.
- Sicherheitstechnische Entwicklung: Förderung von Projekten zur Entwicklung von möglichst unfallsicherer  Skiausrüstung mit renommierten Forschungseinrichtungen, Auswertungsstelle für Skiunfälle (ASU Ski), Entwicklung von Maßnahmen zur Unfallverhütung.
- Leitsystem ASU: Die Auswertungsstelle für Skiunfälle ist das Leitsystem der SiS. Sie gibt Aufschluss über Zahl und Art der Skiunfälle und ist Richtschnur für zu treffende Maßnahmen.
- Behindertensport: Durchführung von Schneesport – Aktivitäten mit Behinderten.
- Trägerschaft und Organisation der DSV-Beiräte: Beirat für Umwelt und Skisportentwicklung, Medizinisch-Wissenschaftlicher Beirat und Juristischer Beirat.
- Zusammenarbeit und Erfahrungsaustausch: mit nationalen und internationalen Verbänden, Stiftungen und anderen Organisationen zur Förderung des Skisports.

## Geförderte Modellprojekte S
- Projekt Rohrhardsberg: Konzept zur Besucherlenkung und Verbesserung von Lebensräumen für Auer- und Haselhuhn auf 2000 ha Fläche. Sportliche Aufwertung des Loipennetzes, Aufbau eines neuen Trainings- und Umweltkommunikationszentrums in konfliktarmen Gebiet.
- Projekt Altenberg: Konzentration Loipenhaus und Knotenpunkt des ÖPNV, sportliche und ökologische Umgestaltung des Loipennetzes.
- Projekt Johanngeorgenstadt: Sanierung eines aufgegebenen Wohn- und Industriebereichs am Stadtrand, Aufbau eines Zentrums für Natursport, Umweltkommunikation und Tourismus.
- Projekt Skigebiete Sudelfeld und Nebelhorn: Mischwald-Aufforstung zur Reduzierung von Schneeverwehungen und Lawinengefahr und Stabilisierung alpiner Lebensräume.
- Projekt Besucherlenkung und Wegsanierung: Neue Wegkonzepte beseitigen in den alpinen Skigebieten Fellhorn, Hochgrat und Tegelberg Trittschäden an der sensiblen Vegetation im Pistenbereich und bieten Schutz vor Erosion.
- Projekt umweltgerechte Entwicklung von Skisportanlagen: Die Stiftung Sicherheit im Skisport unterstützt den Ausbau von Skisportanlagen für den Breiten- und Wettkampfsport unter dem Gesichtspunkt der Nachhaltigkeit und einer Umsetzung von umweltverträglichen Sportgroßveranstaltungen.
- ticket2nature: Auszeichnung als UN-Dekadenprojekt. Einsatz digitaler Medien und Praxisangebote, zentrale Bildungsinhalte, Kooperationen, Interaktive Lern-CD
- Schulsportkonzept des Deutschen Skiverbandes zur Nachwuchsgewinnung sowohl im breitensportlichen Bereich als auch im leistungssportlichen Bereich – Kooperationsmodell für Schule und Skiverein

## Finanzierung
Die Stiftung SIS ist als Selbsthilfeorganisation des Skisports in Deutschland angelegt und erfüllt ihre Aufgaben in freier, privater Initiative aus Beiträgen der in der FdS organisierten Skisportler sowie aus Förderbeiträgen von Sponsoren, aus Herausgeber-Erlösen und Spenden sowie den Anlage-Erträgen des Stiftungskapitals. Auf diese Weise konnte die Stiftung Sicherheit im Skisport in den 32 Jahren ihres Bestehens 34,06 Mio. Euro erwirtschaften und für Projekte und Maßnahmen aufwenden.
Neben der ARAG-Versicherungsgruppe (die jährlich eine halbe Million Euro für die Patenschaft mit der DSV-Skiwacht einbringt) gehören die Freunde des Skisports (für Skisport und Umwelt) zu den Hauptförderern der SIS. Im Geschäftsjahr 2007/2008 hat die SIS ein Haushaltsvolumen an Einnahmen und Ausgaben von jeweils ca. 1,4 Millionen Euro.

## Schirmherren seit 1975
- Bundespräsident a. D. Walter Scheel (1975 bis 1984)
- Bundespräsident a. D.  Richard von Weizsäcker (1984 bis 1994)
- Bundespräsident a. D. Roman Herzog (1994 bis 2005)
- Bundespräsident a. D. Horst Köhler (2005 bis 2009)

## Weblink
- Offizielle Website